# 宇文導
宇文 導（うぶん どう、511年 - 554年）は、北周の宗室。西魏の十二大将軍のひとり。字は菩薩。宇文泰の甥にあたる。

## 経歴
宇文泰の長兄の宇文顥の子として生まれた。叔父たちとともに葛栄の軍中に入り、528年、葛栄が敗れると、晋陽に移った。宇文泰とともに賀抜岳の下で関中に入り、征戦に従った。534年、宇文泰が侯莫陳悦を討つと、宇文導は都督となり、原州に駐屯した。侯莫陳悦が北方に敗走すると、宇文導は騎兵を率いてこれを追撃し、牽屯山で侯莫陳悦に追いつき、これを斬って長安に首を届けた。功績により饒陽県侯に封じられ、冠軍将軍の号を受け、通直散騎常侍の位を加えられた。
535年、西魏が建国されると、宇文導の爵位は公に進み、使持節・散騎常侍・車騎大将軍・左光禄大夫の位を受けた。537年、宇文泰が東征すると、宇文導は宿衛に入り、領軍将軍・大都督となった。高歓が渡河して馮翊に侵入しようとしたため、宇文泰は弘農から軍を率いて関中に入り、宇文導は左右の禁軍を率いて沙苑で宇文泰と合流して、高歓と戦い、撃破した。位は儀同三司に進んだ。538年、西魏の文帝が親征すると、宇文導は華州刺史として留守を守った。趙青雀・于伏徳・慕容思慶らが乱を起こしたため、宇文導は華州から軍を率いて叛乱軍を討ち、于伏徳を捕らえ、慕容思慶を斬った。渭橋に進軍して、宇文泰の軍と合流した。趙青雀を平定すると、宇文導の爵位は章武郡公となった。まもなく侍中・開府儀同三司・驃騎大将軍・太子少保の位を加えられた。
東魏の高仲密が北豫州で西魏に降ると、宇文泰は皇太子元欽を擁して東征し、宇文導を大都督・華東雍二州諸軍事とし、華州刺史を代行させた。西魏軍は敗北し、東魏軍が稠桑まで追撃してきたが、宇文導が関中で備えていたため、引き揚げた。547年、隴右大都督・秦南秦等十五州諸軍事・秦州刺史となった。551年、北斉の文宣帝が帝を称すると、宇文泰は西魏軍を率いて北斉を討ち、西魏の文帝は斉王元廓を隴右に派遣して、代わりに宇文導は召還された。大将軍・大都督・三雍二華等二十三州諸軍事に任ぜられ、咸陽に駐屯した。西魏軍が帰還すると、隴右に戻った。
宇文泰の出征のたびごとに、宇文導は留守を守り、西魏の朝廷に重んじられた。554年12月、上邽で死去した。享年は44。本官に加えて、尚書令・秦州刺史の位を追贈された。諡は孝といった。570年、重ねて太師・柱国・豳国公の位を贈られた。

## 子女
- 宇文広（字は乾帰、豳国公）
- 宇文亮（字は乾徳、杞国公）
- 宇文翼（字は乾宜、西陽郡公）
- 宇文椿（字は乾寿、杞国公）
- 宇文衆（字は乾道、天水郡公）

## 伝記資料
- 『周書』巻10 列伝第2
- 『北史』巻57 列伝第45